# Rosemarie Ambé
Rosemarie Ambé (* 7. Februar 1941 in Perleberg; † 16. Juni 2014 in Berlin) war eine deutsche Schlagersängerin und DDR-Fernsehmoderatorin.

## Leben
Ambé wurde in Perleberg in der Prignitz geboren. Nachdem sie als Sekretärin gearbeitet hatte, begann sie 1962 ihre Laufbahn als Sängerin in der DDR. Im gleichen Jahr hatte sie ein Engagement in einer Revue des Friedrichstadtpalasts, bevor der Komponist Gerd Natschinski sie entdeckte. 1968 hatte sie mit dem Song Es fängt ja alles erst an einen Publikumserfolg und gewann damit im selben Jahr den DDR-Schlagerwettbewerb. 1970 nahm sie mit dem Titel Blasmusik ist Balsam für die Ohren für die DDR am Internationalen Liederfestival Sopot in Polen teil. 
Ab 1974 präsentierte sie zusammen mit Fred Schmidt die Fernseh-Show Oberhofer Bauernmarkt, eine volkstümliche Sendereihe im DDR-Fernsehen, die sich vom Konzept her an der ARD-Sendung Zum Blauen Bock orientierte. 
Nach dem Ende der DDR musste Ambé einen Einschnitt in ihrer Karriere hinnehmen. 2009 war ihr Hit Es fängt ja alles erst an im Kinofilm Boxhagener Platz zu hören.
Im Juni 2014 starb Rosemarie Ambé mit 73 Jahren in ihrer Friedrichshainer Wohnung.

## Diskografie
Alle Singles sind bei Amiga erschienen; einige Singles enthalten auch andere Interpreten (Split-Veröffentlichung).
- 1966: Hully-Gully am Strand / 33 Bilder
- 1966: Das fünfte Rad am Wagen / Merci, merci
- 1966: Er hat ein Motorboot / Was kann man nur gegen Eifersucht tun
- 1966: Sieben Tage / Nur du allein
- 1967: Ganz egal, ob die Sonne heut’ scheint / Das ist die Antwort auf deine Fragen
- 1967: Oh, Baby, Baby (Ingrid Winkler) / So vieles geht vorbei (Rosemarie Ambé)
- 1968: Heute bin ich froh (Rosemarie Ambé) / Träumend geht der Tag zu Ende (Michaelis-Chor)
- 1968: Viel Glück in Mexiko (Rosemarie Ambé) / Ich habe dein Wort (Edith Haas)
- 1968: Es fängt ja alles erst an (Rosemarie Ambé) / Die Erde soll blühen (Klaus-Dieter Henkler)
- 1968: Du hast gelacht (Siegfried Uhlenbrock & Dagmar Frederic) / Dann beginnt eine Reise (Rosemarie Ambé)
- 1968: Es ist wunderbar und doch kein Wunder (Rosemarie Ambé) / Alles dreht sich um dich (Andreas Holm)
- 1969: Es wird Zeit, daß du mal Hochzeit machst (Rosemarie Ambé) / Komm zurück zu mir (Michael Hansen)
- 1970: Der allergrößte Glückspilz / … und wenn du mich küßt
- 1970: Blasmusik ist Balsam für die Ohren / Die Reise zu dir